# 麥康迪 (密西西比州)
麥康迪（英語：McCondy）是位於美國密西西比州奇克索縣的非建制地區。

## 歷史
麥康迪的郵局自1880年營運至今。位於麥康迪的學校於1872年成立，其後於1949年關閉。

## 地理
麥康迪所處的海拔為高於海平面89米（即292英呎），而該地所採用的時區為UTC-6，即北美中部時區（CST）。同時該地設有夏令時間，為UTC-6調快一小時，即UTC-5（CDT）。